# Albert Wiesinger

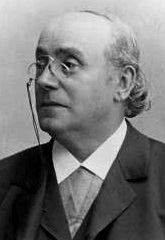
Albert Wiesinger (um 1890)

Albert Wiesinger (* 12. August 1830 in Wien; † 8. Oktober 1896 ebenda) war ein österreichischer Pfarrer und Journalist.

## Leben
Wiesinger studierte Theologie an der Universität Wien. Er wurde 1855 zum Priester geweiht und war anschließend Seelsorger in der Pfarre des Wiener Vorstadtorts Matzleinsdorf. Später wurde er von Kardinal Rauscher an die Hofpfarre Sankt Augustin und 1866 an die Stadtpfarre St. Peter berufen.
Wiesingers journalistische Karriere begann am 11. Dezember 1859 als Feuilletonist der konservativen Tageszeitung Die Gegenwart. 1864 folgte er Sebastian Brunner in der Funktion als Chefredakteur und Herausgeber der Wiener Kirchenzeitung nach und führte dessen antisemitische Linie konsequent fort. Unter seiner Führung wurde die Zeitung zu einem besonders radikalen katholischen Blatt im Zeitungsspektrum Wiens. Die polemisch geschriebenen Artikel Wiesingers in der Wiener Kirchenzeitung über jüdische Mitbürger und den Liberalismus, besonders in den „Randglossen“ jener Zeitung, führten laufend zu Gerichtsprozessen. Wiesinger sah seine journalistische Arbeit, die er in den Dienst des „Kampfs gegen das Judentum“ stellte, als eine Art „Notwehr“ gegen laufende antikirchliche Angriffe, die zuvor stattgefunden hätten. Seine am 11. März 1865 erschienene antisemitische Schrift „Ghetto-Geschichten“ sah er als „Antwort auf die dauernden jüdischen Angriffe auf die christliche Religion, Orden, Priester und Papst“ und als „Angriff auf das heutige geldprotzige Judentum“. Mit dieser Mentalität gilt Wiesinger als Wegbereiter des späteren, auf rassischen Motiven basierenden Antisemitismus von Georg von Schönerer und seiner Alldeutschen Bewegung, von der sich Wiesinger jedoch ab den 1890ern distanzierte.

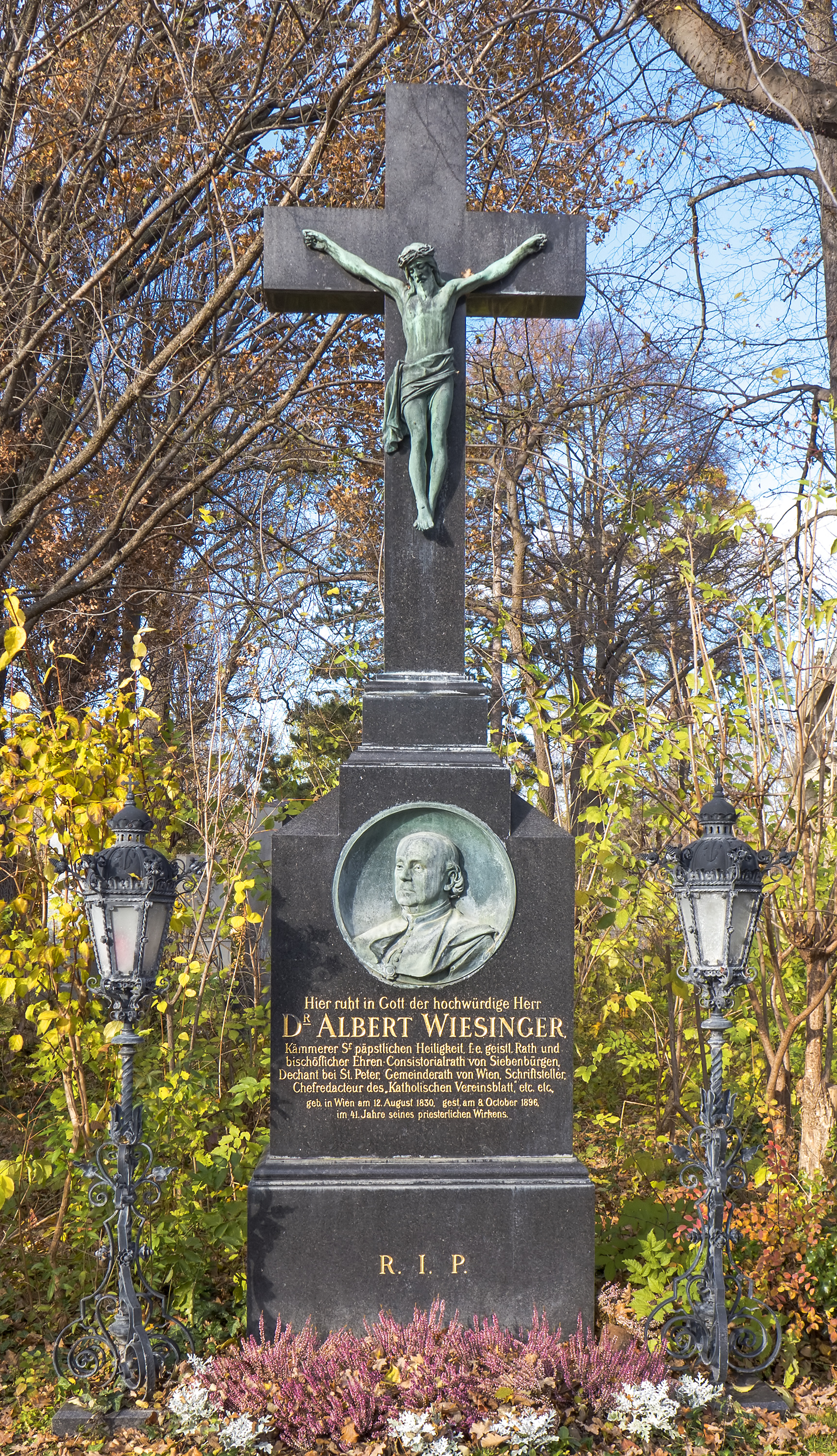
Grab von Albert Wiesinger am Zentralfriedhof

Wiesinger blieb bis zur Einstellung der Wiener Kirchenzeitung am 26. Dezember 1874 deren Chefredakteur. Zuvor hatte er 1872 kurzfristig die Leitung der Redaktion des „Volksblatt für Stadt und Land“ übernommen, wechselte aber noch im selben Jahr auf Wunsch Kardinal Rauschers in die Redaktionsleitung des Monatsblatts „Österreichischer Volksfreund“, die er bis 1875 leitete. Außerdem war Wiesinger von 1867 bis 1889 Redakteur des Bistumblatts der Erzdiözese Wien „Capistran“. Er verfasste auch zahlreiche Broschüren und Streitschriften sowie lokalhistorische Romane.
Wiesinger starb am 8. Oktober 1896 im Rudolfinerhaus in Wien-Döbling. Seine letzte Ruhestätte befindet sich in einem Ehrengrab auf dem Wiener Zentralfriedhof.
1902 wurde im ersten Wiener Gemeindebezirk in der Amtszeit von Karl Lueger die Wiesingerstraße nach ihm benannt.